# 부산광역시어린이회관
부산광역시어린이회관(釜山廣域市-會館, Busan Children's Hall)은 부산광역시에 거주하는 어린이의 발달수준에 맞는 다양한 체험학습의 기회를 제공하고 창의성 신장에 필요한 교육을 지원하기 위하여 부산광역시교육청 산하에 설치된 직속기관이다.
관장은 지방부이사관이나 교육연구관으로 보한다.

## 연혁
- 1974년 9월 7일: 개관[3]

## 조직
관장
- 운영부
- 총무부